# حی القوز
حی القوز (به عربی: حی القوز) یک منطقهٔ مسکونی در امارات متحده عربی است که در دبی، امارات واقع شده‌است.